# Dysphania littoralis
Dysphania littoralis (лат.) — типовой вид рода Dysphania из семейства Амарантовые (Amaranthaceae).
Естественный ареал расположен в прибрежных и внутренних районах восточной Австралии, на юго-востоке штата Квинсленд.
Местное название растения — англ. Red crumbweed.

## Ботаническое описание
Небольшое стелющееся травянистое растение длиной до 30 см, поднимается на землёй на 5—10 см.
Листья на черешках очередные, эллиптической формы, 5—10 мм длиной, с тупой вершиной.
Цветки мелкие, менее 1 мм длиной, невзрачные размещаются на стеблях между листьями.
Растение способно цвести в течение всего года.
Семена 0,3—0,4 мм длиной, с гладкой кожурой, красновато-коричневого цвета.
Для некоторых травоядных животных растение токсично.